# Aphonopelma clarum
Aphonopelma clarum är en spindelart som beskrevs av Chamberlin 1940. Aphonopelma clarum ingår i släktet Aphonopelma och familjen fågelspindlar. Inga underarter finns listade i Catalogue of Life.